# Henning Hauger
Henning Hauger (né le 17 juillet 1985 à Bærum en Norvège) est un joueur de football international norvégien.

## Biographie

### Club
Natif de Bærum où il passe toute sa jeunesse. Il est formé par le club norvégien du Stabæk, club dans lequel il joue toujours en 2010. Il y fait ses débuts en 2003, où il prend le numéro 7, qui était alors un numéro retiré.

### Sélection
Hauger fait ses débuts avec l'équipe de Norvège en janvier 2006, lors de matchs amicaux contre le Mexique et les États-Unis.

## Palmarès
Stabæk Fotball
- Champion de Norvège (1) : 2008
- Vainqueur de la Supercoupe de Norvège (1) : 2009